# Sternopriscus tarsalis
Sternopriscus tarsalis är en skalbaggsart som beskrevs av Sharp 1882. Sternopriscus tarsalis ingår i släktet Sternopriscus och familjen dykare. Inga underarter finns listade i Catalogue of Life.

## Bildgalleri

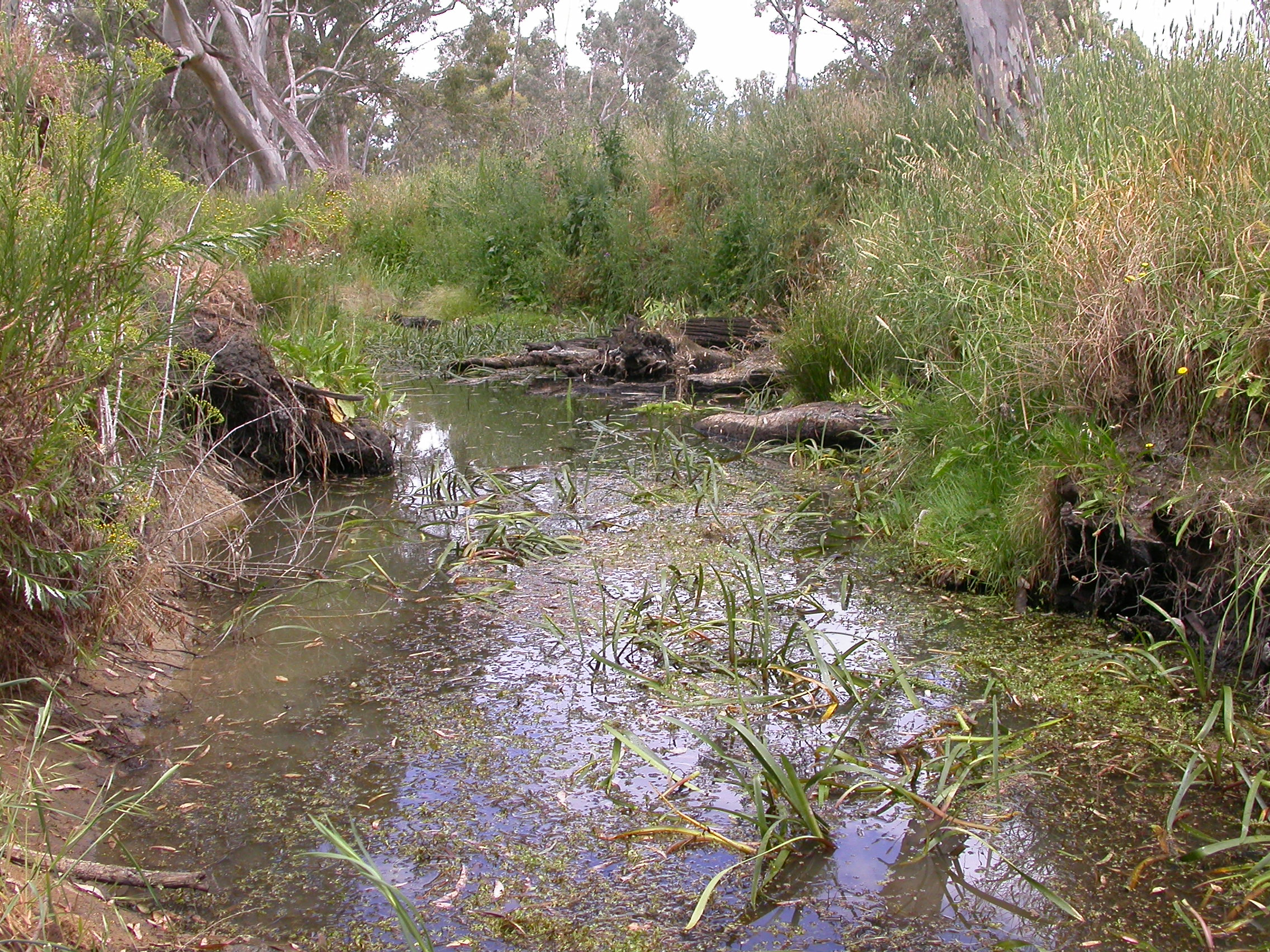